# Пиер II д’Алансон Добрия
Пиер II д'Алансон Добрия (на френски: Pierre II d'Alençon; * 1340, † 20 септември 1404, Аржантан) е граф на Алансон (1361 – 1404), граф на Жоани, господар на Меркер и на Аржантан, граф на Перш (1377 – 1404), френски военачалник.

## Произход
Пиер произхожда от династията Валоа-Алансон. Той е трети син на Шарл II (* 1297, † 1346), граф на Алансон, на Перш и на Шартър (1325 – 1346), и Мария де ла Серда и де Лара (* 1310, † 1379), дъщеря на Фернандо II де ла Серда, херцог на Медина. Има трима братя и една сестра:
- Шарл III (* 1337, † 1375), граф на Алансон, граф на Перш (1346 – 1361), архиепископ на Лион (1365), архиепископ-примас на Франция
- Филип (* 1338, † 1397), епископ на Бове (1356 – 1359), архиепископ на Руан (1359 – 1365), патриарх на Йерусалим (* 1375 † 1379) и Аквилея (1381 – 1387), кардинал (1381)
- Изабела (* 1342, † 1379), монахиня в манастира „Сен Луи“ в Поаси
- Робер (* 1344, † сл. 26 август 1377), граф на Перш (1361 – 1377), съпруг на Жана дьо Роан

## Биография
През 1350 г. е посветен в рицарство. На 26 юни 1359 г. командва втората битка на френската армия при Ножан сюр Сен, където английската армия, водена от Юсташ д'Абришкур, е победена.
През 1360 г. е един от благородниците заложници изпратени в Англия, за да гарантират, че френският крал Жан II Добрия ще плати откуп за освобождаването си от плен. Завръща се във Франция едва през 1370 г. Същата година той купува крепостта Шатоньоф ан Тимьоре от Робер дьо Понт-Одмер.
През 1361 г. големият му брат граф Шарл III д’Алансон, се отказва от властта и се подстригва за монах. Така Пиер ІІ наследява от него Графство Алансон.
През 1370 г. се бие под командването на херцог Жан дьо Бери в Лимузен и в Аквитания. Участва в обсадата и превземането на Лимож през 1370 г., но се провалят при Юсон през 1371 г.
През 1373 г. граф Пиер д'Алансон служи под командването на конетабъл Бертран дю Геклен в Бретан. Сражава се при превземане на Енбон и е ранен.
През 1377 г., след смъртта на своя бездетен по-млад брат Робер, граф на Перш (1361 – 1377), Пиер ІІ Добрият присъединява към своите владения и Графство Перш.
На 29 декември 1386 г. е замесен в дуела Каруж-льо Гри, където за първи път трябва да реши спора между неговия шамбелан и фаворит – рицарят Жан дьо Каруж, и оръженосеца Жак льо Гри. Този случай ще завърши със съдебен дуел.
През 1388 г. участва в похода на френския крал Шарл VI Безумни против херцог Вилхелм I Хелдерн.
През 1401 г. сключва споразумение с Ги XII дьо Лавал, господар на Лавал, за разграничаване на техните реципрочни юрисдикции.
Умира на 20 септември 1404 г. и е погребан в Чертога „Нотр Дам дю Вал Дьо“. Останките му, ексхумирани през 1865 г. от руините на параклиса на абатството, са преместени в криптата на църквата Пен ла Гарен в Перш. Те са преоткрити и след това препогребани в т. нар. Параклис „Бойници“ на църквата през 2017 г. от асоциацията Pin Patrimoine et Nature. Наследява го най-малкият му син Жан I д’Алансон.

## Брак и потомство
∞ 10 октомври 1371 за Мария Шамеяр (* ок. 1354, † 1425, Аржантан), виконтеса на Бомон о Мен, Фрезне и Сент Сюзан, дъщеря на Гийом Шамеяр, господар на Антенез, и на Мария дьо Бомон-Бриен, наследница на сем. Бомон. Имат трима сина и пет дъщери:
- Мария д'Алансон (* 1373, † 1417), чрез брак графиня на Аркур и на Онал; ∞ 1390 за Жан VII д’Аркур (1369 – 1452), граф на Аркур и на Омал (1389 – 1452)
- Пиер д'Алансон (* 1374, † 1375)
- Жан д'Алансон (* 1375, † 1376)
- Мария д'Алансон (* 1377)
- Жана д'Алансон (* 1378, † 1403)
- Катерина д'Алансон (* 1380, † 1462), чрез брак херцогиня на Бавария-Инголщад; ∞ 1. 1411 за Пиер д’Еврьо (* 1366, † 1412), инфант на Навара и граф на Мортен, 2. 1413 за Лудвиг VII фон Вителсбах (* 1365, † 1447), херцог на Бавария-Инголщад (1413 – 1447)
- Маргарита д'Алансон (* 1386, † сл. 1400)
- Жан I д'Алансон (* 1385, † 1415), граф на Алансон (1404 – 1414), граф на Перш (1404 – 1415), 1-ви херцог на Алансон (1414 – 1415)

Има един извънбрачен син:
- Пиер д'Алансон, господар на Ону, бездетен